# Black Child
Ramel Leroy Gill (18 de octubre de 1973 in Brooklyn, Nueva York, NY) conocido por su nombre artístico Black Child es un rapero estadounidense, actor de Queens, Nueva York, conocido por ser un asociado de Ja Rule, Irv Gotti, Cadillac Tah, Chris Gotti y el equipo de Murder Inc Records. Apareció en sencillos de éxito con Ja Rule, como Murda 4 Life de Memphis Bleek y algunas otras canciones con Ja Rule y otros miembros de Murder Inc. 
Nació en Brooklyn, pero se crio en Queens cuando él y su familia se mudaron cuando era joven. Mientras trabajaba para el próximo artista, firmó con Jam Master Jay Records en 1993 (un sello que perteneció al fallecido DJ Jam Master Jay hasta su muerte en 2002). En ese momento, fue atrapado en medio de un cargo por arma de fuego que solo duró 30 meses. Mientras pasaba su tiempo en la cárcel, se mantuvo en contacto con otras personas que intentaban hacer algo con ellas mismas. Comenzó a escribir rimas, compitiendo y librando batallas y mejorando su habilidad lítica.